# ZDHHC15
ZDHHC15 (англ. Zinc finger DHHC-type containing 15) – білок, який кодується однойменним геном, розташованим у людей на довгому плечі X-хромосоми. Довжина поліпептидного ланцюга білка становить 337 амінокислот, а молекулярна маса — 39 331.
| 10         |  | 20         |  | 30         |  | 40         |  | 50         |
| ---------- |  | ---------- |  | ---------- |  | ---------- |  | ---------- |
| MRRGWKMALS |  | GGLRCCRRVL |  | SWVPVLVIVL |  | VVLWSYYAYV |  | FELCLVTVLS |
| PAEKVIYLIL |  | YHAIFVFFTW |  | TYWKSIFTLP |  | QQPNQKFHLS |  | YTDKERYENE |
| ERPEVQKQML |  | VDMAKKLPVY |  | TRTGSGAVRF |  | CDRCHLIKPD |  | RCHHCSVCAM |
| CVLKMDHHCP |  | WVNNCIGFSN |  | YKFFLQFLAY |  | SVLYCLYIAT |  | TVFSYFIKYW |
| RGELPSVRSK |  | FHVLFLLFVA |  | CMFFVSLVIL |  | FGYHCWLVSR |  | NKTTLEAFCT |
| PVFTSGPEKN |  | GFNLGFIKNI |  | QQVFGDKKKF |  | WLIPIGSSPG |  | DGHSFPMRSM |
| NESQNPLLAN |  | EETWEDNEDD |  | NQDYPEGSSS |  | LAVETET    |  |            |

A: Аланін

C: Цистеїн

D: Аспарагінова кислота

E: Глутамінова кислота

F: Фенілаланін

G: Гліцин

H: Гістидин

I: Ізолейцин

K: Лізин

L: Лейцин

M: Метіонін

N: Аспарагін

P: Пролін

Q: Глутамін

R: Аргінін

S: Серин

T: Треонін

V: Валін

W: Триптофан

Кодований геном білок за функціями належить до трансфераз, ацилтрансфераз, ліпопротеїнів. 
Задіяний у такому біологічному процесі, як альтернативний сплайсинг. 
Локалізований у мембрані.